# Eudendrium balei
Eudendrium balei is een hydroïdpoliep uit de familie Eudendriidae. De poliep komt uit het geslacht Eudendrium. Eudendrium balei werd in 1985 voor het eerst wetenschappelijk beschreven door Watson. 